# Qatar ExxonMobil Open 1997
Il Qatar ExxonMobil Open 1997  è stato un torneo ATP svoltosi a Doha, Qatar. Il torneo è giocato dal 30 dicembre 1996 al 5 gennaio 1997.

## Vincitori

### Singolare maschile
Jim Courier ha battuto in finale  Tim Henman con il punteggio di 7–5, 6–7 (5–7), 6–2
- 1º titolo di Courier dell'anno, il 20° in carriera.

### Doppio maschile
Jacco Eltingh /  Paul Haarhuis hanno battuto in finale  Patrik Fredriksson /  Magnus Norman con il punteggio di 6–3, 6–2
- 1º titolo dell'anno per Eltingh il 33° in carriera.1º titolo dell'anno per Haarhuis il 32° in carriera.